# أرنالدو بينفيناتي
أرنالدو بينفيناتي (بالإيطالية: Arnaldo Benfenati) مواليد 26 مايو 1924 في بولونيا - الوفاة 9 يونيو 1986 في بولونيا، كان دراج إيطالي. سبق أن شارك في دورة الألعاب الأولمبية الصيفية وفاز بميدالية أولمبية.

## الميداليات
| الميدالية | المسابقة                       |
| --------- | ------------------------------ |
| فضية      | الألعاب الأولمبية الصيفية 1948 |